# Asociace profesionálních myslivců České republiky
Asociace profesionálních myslivců České republiky (zkráceně APM ČR) je organizace sdružující myslivce se sídlem v Praze. Jedním z předpokladů členství v asociaci je úspěšně složená vyšší odborná zkouška z myslivosti.
Asociace si klade za cíle ochranu profesních zájmů, zvyšování odborné úrovně myslivosti a její obhajobu, prosazování jejího řádného výkonu a také prosazování mysliveckých etických a historických tradic a zvyklostí. Asociace si dále klade za cíl zrovnoprávnění myslivosti s ostatními příbuznými obory lidské činnosti - zemědělstvím, lesnictvím, veterinární medicínou a také s ochranou přírody a životního prostředí. Usiluje o změnu vztahu myslivců k přírodě, zvěři a k vlastnímu výkonu práva myslivosti v honitbách.
Asociace profesionálních myslivců České republiky je jednou z mála mysliveckých organizací, které vznikly v České republice mimo Českomoravskou mysliveckou jednotu.[zdroj?] Asociace je samosprávnou stavovskou organizací sdružující myslivce na principu zákona o sdružování občanů.
Heslo asociace zní: „Příroda neslouží myslivcům, myslivci slouží přírodě.“